# Ovidiu Perianu
Ovidiu Ioan Perianu (Bârlad, 16 aprile 2002) è un calciatore rumeno, centrocampista del CFR Cluj.

## Caratteristiche tecniche
È un centrocampista difensivo dotato di una buona tecnica di base e con un'ottima visione di gioco.

## Carriera

### Club
Cresciuto nel settore giovanile del FCSB, debutta in prima squadra il 25 luglio 2019 subentrando a Florinel Coman nei minuti finali dell'incontro di qualificazione per l'Europa League vinto 3-0 contro l'Alaškert; l'11 agosto seguente esordisce anche in Liga I, contro il Voluntari.

### Nazionale
Ha giocato nelle nazionali giovanili rumene Under-17, Under-18 ed Under-23.

## Statistiche
Statistiche aggiornate al 3 maggio 2021.

### Presenze e reti nei club
| Stagione        | Squadra         | Campionato      | Campionato | Campionato | Coppe nazionali | Coppe nazionali | Coppe nazionali | Coppe continentali | Coppe continentali | Coppe continentali | Altre coppe | Altre coppe | Altre coppe | Totale | Totale | Totale |
| Stagione        | Squadra         | Comp            | Pres       | Reti       | Comp            | Pres            | Reti            | Comp               | Pres               | Reti               | Comp        | Pres        | Reti        | Pres   | Reti   |        |
| --------------- | --------------- | --------------- | ---------- | ---------- | --------------- | --------------- | --------------- | ------------------ | ------------------ | ------------------ | ----------- | ----------- | ----------- | ------ | ------ | ------ |
| 2019-2020       | FCSB            | L1              | 4          | 0          | CR              | 3               | 0               | UEL                | 1                  | 0                  |             | -           | -           | 8      | 0      |        |
| 2020-2021       | FCSB            | L1              | 20         | 0          | CR              | 1               | 0               | UEL                | 2                  | 0                  | SR          | 1           | 0           | 24     | 0      |        |
| Totale carriera | Totale carriera | Totale carriera | 24         | 0          |                 | 4               | 0               |                    | 3                  | 0                  |             | 1           | 0           | 32     | 0      |        |

## Palmarès

### Club

#### Competizioni nazionali
- Coppa di Romania: 1

FCSB: 2019-2020
- Supercoppa di Romania: 1

FCSB: 2025